# Langage paradoxal
Le langage paradoxal est une expression qui se contredit elle-même, un langage qui contient son propre paradoxe. La notion de langage paradoxal est similaire à celle de double contrainte (double bind, en anglais), une idée apparente en systémique.
Le plus couramment, on emploie l'expression de « langage paradoxal » pour exprimer une opposition entre l'expression du langage verbal et celle du non verbal (« Non, je n'ai pas peur », dit-il en sursautant). Mais elle peut aussi désigner tout langage multiple venant d'une même personne, par exemple dans l'expression (sourire en pleurant), dans une opposition entre expression corporelle et langage (tenir quelqu'un en lui disant « va-t-en »), entre action et langage (fais ce que je dis, pas ce que je fais), ou uniquement dans les mots (« fais ce que tu veux comme je t'ai dit », « sois naturel »).